# Михалёв, Владимир Иванович
Владимир Иванович Михалёв (род. 1949) — советский и российский учёный, доктор педагогических наук (1999), профессор (1994), заслуженный работник физической культуры Российской Федерации (1996), действительный член Международной академии наук высшей школы (2002).
В 1991—2016 годах — ректор Сибирского государственного университета физической культуры и спорта.

## Биография

### Профессиональная деятельность
В. И. Михалёв работает в ОГИФК (позже — СибГУФК) с 1974 года, где прошёл путь от преподавателя до ректора. Работал старшим преподавателем, доцентом, заведующим кафедрой, затем деканом, а впоследствии стал проректором по учебной работе.
Впервые был выбран ректором Университета (в то время ещё Омский государственный институт физической культуры) в 1991, оставаясь на этой должности до 2016 года. Также является профессором кафедры теории и методики лыжного спорта. Осуществляет подготовку научных кадров, руководит аспирантами, докторантами и соискателями. Председатель диссертационного совета.
Ведёт большую общественную работу, являясь Президентом Сибирской Олимпийской академии.

### Научная деятельность
Опубликовал более 100 научных работ, в том числе:
- монография
  - «Управление сферой спорта на межрегиональном уровне» (1998);
- учебные пособия
  - «Средства специальной тренировки в подготовке лыжников — гонщиков» (1983),
  - «Планирование физкультурного образования в общеобразовательной школе» (1994),
  - «Подготовка умственно отсталых лиц к соревнованиям по лыжным гонкам по программе Special Olympics» (1994),
  - «Физическое состояние умственно отсталых школьников» (1996) и др.

## Награды
- Орден Почёта (2023)[1]
- Орден Дружбы (2000)
- Почётный знак «За развитие олимпийского движения России» (2000)
- Почётный знак «За заслуги в развитии физической культуры и спорта»
- Знак «Почётный работник высшего профессионального образования Российской Федерации»